# Крачки
Крачки (лат. Sterna) — род птиц из семейства чайковых (Laridae), отличающихся длинным прямым клювом без восковицы и крючка на конце и со слабо согнутой спинкой. 
Все крачки прекрасно летают, живут по берегам морей и пресных вод, питаются рыбой и другими водяными животными, которых ловят, бросаясь на них сверху. Гнезда устроены просто, кладка состоит из 1—3 яиц.
У крачек оперение лба доходит до ноздрей, плавательные перепонки с умеренной вырезкой, хвост вилообразный, брюхо белое.
Речная крачка (Sterna hirundo) 40 см; клюв едва с голову, верхняя сторона пепельно-серая, нижняя белая, на 1-м маховом темная полоска, голова летом сверху чёрная, зимой лоб белый, а задняя часть головы с белыми и черными пятнами, клюв красный с чёрным концом, ноги красные. Водится по берегам морей и пресных вод в Европе от полярного круга до Средиземного моря, гнездится также на Азорских островах, Канарских и Мадейре, в Азии от 64° с. ш. до Кашмира, в Америке от Лабрадора до Флориды и Техаса, а зимой залетает и в Южную Америку.

## Классификация
Международный союз орнитологов относит к роду 13 видов:
- Sterna aurantia J. E. Gray, 1831 — Индийская крачка
- Sterna forsteri Nuttall, 1834 — Крачка Форстера
- Sterna trudeaui Audubon, 1838 — Крачка Трюдо
- Sterna paradisaea Pontoppidan, 1763 — Полярная крачка
- Sterna hirundinacea R. Lesson, 1831 — Южноамериканская крачка
- Sterna vittata J. F. Gmelin, 1789 — Антарктическая крачка
- Sterna virgata Cabanis, 1875 — Кергеленская крачка
- Sterna hirundo Linnaeus, 1758 — Обыкновенная крачка, или речная крачка
- Sterna repressa Hartert, 1916 — Аравийская крачка, или красноморская белощёкая крачка
- Sterna sumatrana Raffles, 1822 — Светлая крачка, или темнозатылочная крачка
- Sterna dougallii Montagu, 1813 — Розовая крачка
- Sterna striata J. F. Gmelin, 1789 — Белолобая крачка
- Sterna acuticauda J. E. Gray, 1831 — Чернобрюхая крачка

Некоторые виды, ранее относимые к роду крачек, в результате молекулярно-генетических исследований перенесены в роды Onychoprion, Sternula, Thalasseus.